# Michel Rigou
Pour les articles homonymes, voir Rigou.
Michel Rigou, né le 29 juin 1927 à Montguyon et mort le 29 septembre 2016 à Royan, est un homme politique français.

## Détail des fonctions et des mandats
Mandats locaux
- 1977 - 1995 : Maire de Mirambeau
- 1988 - 1994 : Conseiller général du canton de Mirambeau
- 1994 - 2001 : Conseiller général du canton de Mirambeau
- 2001 - 2008 : Conseiller général du canton de Mirambeau

Mandat parlementaire
- 28 septembre 1980 - 1er octobre 1989 : Sénateur de la Charente-Maritime